# Theodor Kristen
Theodor Maximilian August Kristen (* 11. Juni 1888 in Paderborn; † 7. Dezember 1976 in Braunschweig) war ein deutscher Bauingenieur und ab 1938 Leiter des „Seminars für Luftschutz“ am 1937 gegründeten Institut für baulichen Luftschutz an der Technischen Hochschule Braunschweig.

## Ausbildung
Kristen studierte von 1908 bis 1914 Bauingenieurwesen an der Technischen Hochschule in Hannover. In den Jahren 1914 bis 1918 leistete er seinen Kriegsdienst im Ersten Weltkrieg. Anschließend arbeitete er in einer Eisenbetonfirma in Paderborn, als Regierungsbauführer bei der Eisenbahndirektion in Kassel und war seit 1921 wissenschaftlicher Assistent bei Robert Otzen, wo er 1924 mit dem Beitrag zur Frage des günstigen Einflusses von feinstgemahlener Hochofenschlacke auf die Festigkeit von Zementmörtel promovierte. Kristen betätigte sich 1926 als Oberingenieur im Bauingenieurlaboratorium der Straßenbauforschungsstelle an der Technischen Hochschule Hannover. 1931 erfolgte seine Habilitation zum Thema Neue wissenschaftliche Erkenntnisse auf dem Gebiet der modernen Betonforschung. Anschließend nahm Kristen einen Lehrauftrag an der Technischen Hochschule Berlin und die Stellung als Abteilungsleiter am Staatlichen Materialprüfungsamt (MPA) in Berlin-Dahlem an.
Kristen wurde 1937 als ordentlicher Professor auf den Lehrstuhl für „Baustoffkunde und Stahlbetonbau“ der Abteilung Architektur an der Carolo-Wilhelmina (TH Braunschweig) berufen und zum Direktor der „Abteilung für Materialprüfung“ am Institut für Baustoffkunde ernannt. Er führte unter anderem Materialkontrollen beim Bau des Automobilwerkes bei Fallersleben, dem späteren Volkswagenwerk Wolfsburg, durch. Anschließend wurde er Nachfolger von Diedrich Dieckmann am „Institut für baulichen Luftschutz“ und leitete dort ab dem Herbstsemester 1938/1939 bis 1945 das „Seminar für Luftschutz“. Anschließend wurde er bis 1947 vom Dienst suspendiert.

## Forschung
Kristen widmete sich dem Studium der Bindemittel, des Mörtels, des Betons, dem Gebäudeschallschutz und den Untersuchungen von Bauteilen im Falle eines Feuerangriffs. Er beschäftigte sich bis zum Ende seiner aktiven Tätigkeit insbesondere mit der Erforschung der Anwendung von Kalk als Bindemittel, wodurch der Kalkindustrie wichtige neue Erkenntnisse zur Verfügung gestellt werden konnten. Er war zudem für die Erstellung von Modellregeln zuständig, nach denen die unterschiedlichen Konstruktionen oder Mischungen von Beton kostengünstig getestet werden konnten. So trug er zur Entstehung der Bunkermodelle im Maßstab 1:5 bei, die zu Testzwecken im Querumer Forst eingesetzt wurden.
Kristen setzte sich für die Erforschung an Stahlbetonbunkern ein. Daher wurde dem Institut 1939 ein geeignetes Gelände im Querumer Forst zur Verfügung gestellt, auf dem Probesprengungen und Beschussversuche an den Betonmodellen durchgeführt werden konnten. Es gab darüber hinaus auf dem Truppenübungsplatz Bergen in der Lüneburger Heide Tests an Bauwerken in Originalgröße. In diesen Tests sollte eine Bauform für Schutzbauten ermittelt werden, die bei minimalem Materialeinsatz einen möglichst guten Schutz bot. Die Tests ergaben, dass sich die Anordnung der Stahleinlagen innerhalb des Betons auf die Aufnahme der Explosionsenergie auswirkte und in der Lage war, diese durch plastische Verformungen so weit zu verringern, dass eine Absprengung im Innenraum vermieden wurde. Darauf basierte die Konstruktion der Braunschweiger Bewehrung, die ab Juli 1941 für alle Neuanlagen von Luftschutzbunkern vorgeschrieben wurde. Durch die Anordnung von mehr Stahlmatten im Bereich nahe dem Innenraum als nach außen wurde eine hohe Festigkeit gegenüber Bombentreffern erreicht und es musste nur die verhältnismäßig geringe Menge Stahl von 30 kg/m³ verwendet werden. Die möglichst effektive Zusammensetzung des verwendeten Betons gehörte ebenfalls zu seinen Forschungsaufgaben.
Dadurch hat Kristen zum Bau vieler effektiver Luftschutzbauten zum Schutze der zivilen Bevölkerung beigetragen, so dass beispielsweise durch die rund 40 Bombenangriffe auf die Stadt Braunschweig nur verhältnismäßig wenige Personen ihr Leben verloren. 1959 wurde Karl Kordina Nachfolger von Kristen am „Institut für Baustoffkunde und Materialprüfung“, wie es nach der Zusammenlegung der beiden Institute für Baustoffkunde und für Luftschutz hieß.

## Engagement und Ehrungen
Kristen gehörte einer Vielzahl fachlich ausgerichteter, wissenschaftlicher Vereinigungen an und war:
- Gründungsmitglied der „Braunschweigischen Wissenschaftlichen Gesellschaft“ und zugleich ordentliches Mitglied der „Klasse für Bauwissenschaften“.
- Gründer und Mitglied des „Preußischen und des Reichssachverständigen-Ausschusses für neue Baustoffe und Bauarten“. Beiträge zur Weiterentwicklung der Normen und Richtlinien, beispielsweise Die Neufassung der Baukalknormen (DIN 1060).
- 1953 wurde ihm das Große Verdienstkreuz des Verdienstordens der Bundesrepublik Deutschland verliehen.[5]
- Von 1955 bis 1957 Direktor des Niedersächsischen Materialprüfamtes (NMPA).[6]
- Dekan der Fakultät für Bauwesen sowie Leiter der Abteilung für Architektur.
- 1961 wurde ihm von der TH Hannover die Ehrendoktorwürde verliehen.[5]
- 1. Oktober 1964 wurde er Ratsherr der Stadt Braunschweig und Leiter des Bauwesen-Ausschusses.
- 1974 50-jähriges (goldenes) Doktorjubiläum.
- Am 7. Dezember 1976 Auszeichnung mit der „Heinrich-Henne-Medaille“ für seine besonderen Verdienste um den vorbeugenden baulichen Brandschutz durch die Vereinigung zur Förderung des Deutschen Brandschutzes.[7]

## Schriften (Auswahl)
- Beitrag zur Frage des günstigen Einflusses von feinstgemahlener Hochofenschlacke auf die Festigkeit von Zementmörtel. (= Dissertation, Hochschule Hannover) Hannover 1925, OCLC 720888396.
- Neue wissenschaftliche Erkenntnisse auf dem Gebiet der modernen Betonforschung. (= Habilitationsschrift, Hochschule Hannover). 1931.
- mit Martin Hermann, Bernhard Wedler: Brandversuche mit belasteten Eisenbetonbauteilen (und Steineisendecken). In: Deutscher Ausschuss für Eisenbeton. Teil 1: Decken. Ernst, Berlin 1938, OCLC 250334855.
- mit K. Ehrenberg: Die Entwicklung der Schutzbewehrung von Wehrbauten insbesondere LS-Bauten aus Stahlbeton. In: Mitteilungen aus dem Institut für baulichen Luftschutz der Technischen Hochschule Braunschweig. Braunschweig 1944 (ibmb.tu-braunschweig.de, PDF).
- mit Adolf Meyer: Dampfgehärteter Porenbeton im Wohnungsbau. In: Abhandlungen der Braunschweigischen Wissenschaftlichen Gesellschaft. Band 5, Friedr. Vieweg & Sohn, Braunschweig 1953, S. 132–140. (tu-braunschweig.de, PDF).
- mit G. Blunk, Wolfgang Westhoff: Untersuchungen von Baustoffen auf Feuerbeständigkeit. Braunschweig 1954, OCLC 258711307.
- mit Hans Werner Müller, Roman Palazy: Schalltechnische Wirkung von Schwimmenden Estrich auf verschiedenen Deckenkonstruktionen. Braunschweig 1957, OCLC 258173908.
- mit Wilhelm Krämer, Johannes Gottschalk: Untersuchungen von Außenwänden aus Porenbeton auf Feuchtigkeitsgehalt und Wärmeschutz an Bauten in Braunschweig und Hamburg. Braunschweig 1956, OCLC 258706554.
- mit H.-J. Wierig: Brandversuche an Decken aus Fertigteilen. In: Bericht aus dem Institut für Baustoffkunde und Materialprüfung der Technischen Hochschule Braunschweig. Braunschweig 1959, OCLC 258710877.